# Marathon van Amsterdam 1986
De marathon van Amsterdam 1986 werd gelopen op zondag 11 mei 1986. Het was de elfde editie van deze marathon. 
De Belg Willy Vanhuylenbroeck won de wedstrijd bij de mannen in 2:14.46. Lange tijd liep de Tanzaniaan John Burra aan de leiding. Toen hij door Vanhuylenbroek werd ingehaald, dacht Burra met een trimloper te maken te hebben en vond het niet noodzakelijk de pas te versnellen.
De wedstrijd bij de vrouwen werd gewonnen door de Ierse Teresa Kidd in 2:46.18.

## Uitslagen

### Mannen
| rang   | naam                  | land | tijd      |
| ------ | --------------------- | ---- | --------- |
| Goud   | Willy Vanhuylenbroeck | BEL  | 2:14.46 * |
| Zilver | John Burra            | TAN  | 2:15.24 * |
| Brons  | Johan Geirnaert       | BEL  | 2:16.07 * |
| 4      | Thoru Mimura          | JPN  | 2:17.30 * |
| 5      | Zbigniew Pierzynska   | POL  | 2:17.36 * |
| 6      | José Reveyn           | BEL  | 2:19.10   |
| 7      | Ryszard Misiewicz     | POL  | 2:19.24   |
| 8      | Susumu Seki           | JPN  | 2:21.27   |
| 9      | Gerard Huynen         | NED  | 2:22.14   |

### Vrouwen
| rang   | naam               | land | tijd      |
| ------ | ------------------ | ---- | --------- |
| Goud   | Teresa Kidd        | IRL  | 2:46.18 * |
| Zilver | Annie van Stiphout | NED  | 2:48.59   |
| Brons  | Grietje Hooisma    | NED  | 2:50.00   |
| 4      | Gerrie Timmermans  | NED  | 2:55.30   |
| 5      | Anne van Schuppen  | NED  | 2:57.40   |

* Deze tijden wijken af van die welke in het verslag van AW nr. 7 (zie broninfo) worden vermeld, t.w.:
Mannen
Vanhuylenbroeck 2:14.05
Burra 2:15.03
Geirnaert 2:16.01
Mimura 2:17.04
Pierzynska 2:17.05
Vrouwen
Kidd 2:46.20
1975 ·
1976 ·
1977 ·
1978 ·
1979 ·
1980 ·
1981 ·
1982 ·
1983 ·
1984 ·
1985 ·
1986 ·
1987 ·
1988 ·
1989 ·
1990 ·
1991 ·
1992 ·
1993 ·
1994 ·
1995 ·
1996 ·
1997 ·
1998 ·
1999 ·
2000 ·
2001 ·
2002 ·
2003 ·
2004 ·
2005 ·
2006 ·
2007 ·
2008 ·
2009 ·
2010 ·
2011 ·
2012 ·
2013 ·
2014 ·
2015 ·
2016 ·
2017 ·
2018 ·
2019 ·
2020 ·
2021 ·
2022 ·
2023 ·
2024 ·
2025